# The Return Of The Swedish Genius Live In London
The Return Of The Swedish Genius Live In London är ett livealbum av det svenska rockbandet The Hives.
Sida A:
1. Abra Cadaver
2. Walk Idiot Walk
3. Missing Link
4. Die, All Right
5. B Is For Brutus
6. No Pun Intended
7. A Little More For Little You

Sida B:
1. Supply And Demand
2. Declare Guerre Nucleaire
3. Diabolic Scheme
4. Hate To Say I Told You So
5. Hail Hail Spit N' Drool
6. Two Timing Touch And Broken Bones
7. Main Offender